# 梅普爾城 (密歇根州)
梅普爾城（英語：Maple City）是位於美國密歇根州利勒諾縣卡森鎮區的一個普查規定居民點。

## 人口
根據2020年美國人口普查的數據，梅普爾城的面積為1.12平方千米，當中陸地面積為1.12平方千米，而水域面積為0.00平方千米。當地共有人口209人，而人口密度為每平方千米186.61人。